# Мендеш, Франсишку
Франси́шку Ме́ндеш, псевдоним Чико Те (порт. Francisco Mendes; 7 февраля 1939, Enxude — 7 июля 1978, Бисау) — государственный и политический деятель Гвинеи-Бисау. Первый премьер-министр Гвинеи-Бисау (1973—1978).

## Биография
Бросил учёбу в средней школе и ушёл в партизаны. С 1960 — член Африканской партии независимости Гвинеи и островов Зелёного Мыса (ПАИГК), участник вооруженной борьбы против португальских колонизаторов. В 1960—1964 — политкомиссар в партизанских отрядах Восточного, затем Северного фронтов Гвинеи. В 1961 году прошёл военную подготовку в Нанкинском военном училище в КНР. С 1964 руководил Северным фронтом.
С 1964 — член Политбюро ЦК ПАИГК, с 1965 — член Военного совета ПАИГК, отвечал за военную логистику. С 1972— член Военного исполнительного комитета (Comité Executivo da Luta).
На 2-м съезде ПАИГК в июле 1973 года избран секретарём Постоянного секретариата Исполнительного комитета борьбы ПАИГК. На 1-й сессии Национального народного собрания (23-24 сентября 1973), провозгласившего независимую Республику Гвинея-Бисау, назначен председателем Совета государственных комиссаров республики (премьер-министром).
В течение четырёх лет правления провёл серию программ социального развития и национального примирения.
Подпись Мендеша украшала первые четыре банкноты (10, 50, 100 и 500 песо Гвинеи-Бисау), выпущенные в 1976 году в стране.
Погиб в автомобильной аварии при подозрительных обстоятельствах 7 июля 1978 года. Обстоятельства его смерти до сих пор вызывают споры: многие склоняются к тому, что к смерти премьера приложила усилия верхушка ПАИГК. Однако его дочери, которые путешествовали вместе с ним, подтверждают, что смерть их отца произошла в результате несчастного случая.

## Память
- Франсишку Мендеша помнят в Гвинее-Бисау и Кабо-Верде как африканского националиста и борца за независимость. Его портрет изображён на купюре номиналом в 500 песо Гвинеи-Бисау.
- Увековечен на памятнике 10 героям Гвинеи-Бисау, стоящем в штабе армии.
- В Гвинее-Бисау многие школы носят его имя.
- В его честь назван международный аэропорт в столице Кабо-Верде, городе Прая.